# Saint-Bauzély
Saint-Bauzély é uma comuna francesa na região administrativa de Occitânia, no departamento de Gard. Estende-se por uma área de 5 km². Em 2010 a comuna tinha 663 habitantes (densidade: 132,6 hab./km²).